# Phreatia formosana
Phreatia formosana là một loài thực vật có hoa trong họ Lan. Loài này được Rolfe ex Hemsl. miêu tả khoa học đầu tiên năm 1895.